# Simav (Kütahya)

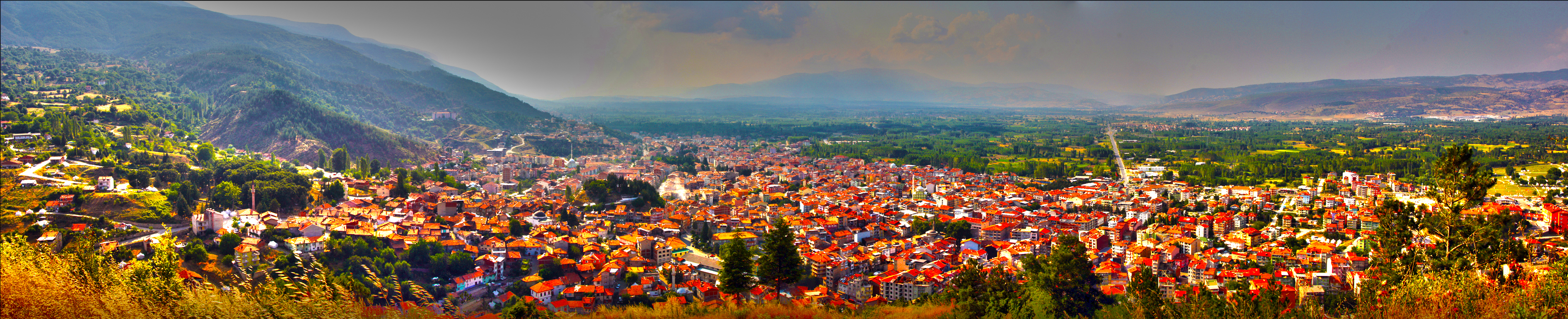
Simav

Simav ist eine Stadt und Hauptort des gleichnamigen Landkreis der türkischen Provinz Kütahya. Die Stadt liegt etwa 100 Kilometer südwestlich der Provinzhauptstadt Kütahya. Die im Stadtlogo manifestierte Jahreszahl (1867) dürfte ein Hinweis auf das Jahr der Erhebung zur Stadtgemeinde (Belediye) sein.
Der Landkreis liegt im Westen der Provinz. Er grenzt im Norden an den Kreis Tavşanlı, im Osten an die Kreise Emet und Hisarcık, im Südosten an die Kreise Gediz, Şaphane und Pazarlar sowie im Westen an die Provinzen Manisa und Balıkesir.
Die Kreisstadt liegt an der Fernstraße D 240, die von Bergama an der Ägäisküste bis Kütahya führt. Von dieser zweigt in Simav die D 595 ab, die nach Norden vorbei am İznik Gölü bis zum Golf von İzmit im Marmarameer führt. Nördlich der Stadt fließt der Fluss Simav Çayı, der antike Makestos, der unter dem Namen Çapraz Çay ins Marmarameer mündet. Etwa sechs Kilometer nordwestlich der Stadt liegt der ausgetrocknete See Simav Gölü (auch Denizgölü). Im Norden des Flusses beginnt der Bergzug Eğrigöz Dağı, im Süden liegen die Simav Dağları (antik Temnos) mit dem 1696 Meter hohen Bayrak Tepe.
Der Kreis (bzw. Kaza als Vorgänger) bestand schon bei Gründung der Türkischen Republik (1923) und konnte zur ersten Volkszählung 1927 auf eine Einwohnerschaft von 38.041 Einwohnern (in 115 Ortschaften auf 1780 km² Fläche) verweisen, der Verwaltungssitz Simav brachte 5131 Einwohner auf die Waage. 
Ende 2020 bestand der Landkreis neben der Kreisstadt aus sechs weiteren Belediye (Gemeinden): Çitgöl (3516), Demirci (2522), Akdağ (1943), Naşa (1934), Kuşu (1910) und Güney (1609 Einw.). Des Weiteren existieren noch 83 Dörfer (Köy) mit durchschnittlich 270 Bewohnern. Beyce (1533), Yemişli (1110), Yeşilköy (930), Yeniköy (851), Yeşildere (836) und Kestel (707 Einw.) sind die größten Dörfer, bis 2012 waren sie Belediye und wurden dann zu Dörfern zurückgestuft. Ebenso wurden 2013 die Belediye Bahtıllı, Çaysimav, Gümüşsu, Hisarbey, Kalkan, Karacahisar, Öreyler, Şenköy und Yaykın zu Dörfern heruntergestuft.
Die Bevölkerungsdichte ist dritthöchste der Provinz, aber geringer als deren Durchschnitt.

## Sehenswürdigkeiten
Am Südufer des Simav Gölü beim Ort Gölköy liegen Ruinen, genannt Boğazköy Kalesi, die vielleicht der antiken Stadt Ankyra zuzuordnen sind.

## Klima
Das Klima ist gemäßigt-warm mit einer durchschnittlichen Jahrestemperatur von 11,8 Grad Celsius. 795 mm Niederschlag fallen im Durchschnitt innerhalb eines Jahres. Die Niederschläge haben einen Winter-Maximum und im Sommer fällt wenig Niederschlag. Die durchschnittlichen Juli-Temperaturen Betragen 20,8 °C und im Januar 2,6 °C.